# Laura Terré Alonso
Laura Terré Alonso (Vigo, 1959) és una historiadora de la fotografia catalana nascuda a Galícia, doctora en Belles Arts per la Universitat de Barcelona i filla del fotògraf Ricard Terré. És comissària d'exposicions i estudiosa de l'obra dels millors autors de fotografia espanyola i catalana del període 1950-1980: Carlos Pérez Siquier, Paco Gómez, Colita, Gonzalo Juanes, Ricard Terré, Ramon Masats, entre d'altres. Ha publicat Introducció a la Història de Fotografia a Catalunya (Lunwerg i MNAC, 2000), Un segle d'Història de Catalunya en fotografies, (Enciclopèdia Catalana, 2012) i Peso y levedad (Instituto Cervantes, 2011), entre d'altres.